# Felice Stroppiana
Felice Stroppiana (Bra, 1915 – Monastirchina, 16 dicembre 1942) è stato un militare italiano insignito della medaglia d'oro al valor militare alla memoria nel corso della seconda guerra mondiale.

## Biografia
Nacque a Brà, provincia di Cuneo, nel 1915, figlio di Giuseppe e Ercolina Migliazzi. Da bambino per la vista da un occhio, che gli era stato accidentalmente asportato mentre giocava con un altro bimbo, e questa menomazione lo accompagnò per tutta la vita, venendo riformato alla visita medica per l'arruolamento per il servizio di leva nel Regio Esercito. Compiuti gli studi teologici nel Seminario Patriarcale di Venezia, fu insegnante di materie letterarie nello stesso Seminario dal 1938 al luglio 1941, allorché, evitando abilmente la visita medica, ottenne di essere chiamato in servizio militare, in zona di operazioni. Destinato al 158º ospedale da campo della Divisione fanteria "Torino", il 20 luglio 1941 parti per l'Unione Sovietica al seguito del CSIR.
In Russia lo raggiunsero i documenti matricolari da cui risultava la precedente riforma e quindi il Direttore dell'ospedale da cui dipendeva decise che egli doveva rientrare al più presto in Italia per essere posto in congedo assoluto. Per rimanere al fronte si rivolse direttamente al generale Messe, comandante del C.S.I.R. Scrivendogli la seguente lettera: Rinuncio anche allo stipendio, pur di rimanere qui con voi!. Il generale Giovanni Messe lo fece trattenere nei quadri come volontario, ed egli fu assegnato all'81º Reggimento fanteria della 52ª Divisione fanteria "Torino". Operò tra i fanti durante la sanguinosa battaglia di Natale del 1941 con temperature che raggiunsero i 35 gradi sotto zero, e poi partecipò alla battaglia del 27 febbraio 1942 a difesa della località di Nowo Orlowka. 
Cadde in combattimento la sera del 16 dicembre 1942. La mattina di quel giorno le forze sovietiche erano passate sulla destra del fiume Don e avevano conquistata l'importante quota 162,9, scendendo poi a minacciare l'ala sinistra e le retrovie dell'81º Reggimento. Due compagnie del I Battaglione si erano schierate contro il nemico per impedirgli ogni ulteriore progresso e avevano più volte contrattaccato i russi per farli indietreggiare. 
Tra le ore 13 e le ore 14 la situazione si era aggravata ed egli, incurante del pericolo, si era portato fino agli avamposti a cavallo, rimanendo ferito una prima volta al braccio sinistro. Incurante della ferita, avendo saputo da un ufficiale che la situazione sarebbe diventata molto grave se non giungeva in poco tempo il rifornimento delle munizioni, egli salì a cavallo e tornò indietro per sollecitarne l'invio. Ottenuto il rifornimento, raggiunse di nuovo la prima linea dove le truppe italiane e russe si scontravano in furibondi corpo a corpo.
Si diede subito a cercare i moribondi per dargli l'assoluzione e i feriti meno gravi per farli trasportare indietro. Venne ferito una seconda volta ad una gamba e ai soldati subito accorsi per portarlo al un posto medicazione disse: Il mio posto è qui! Lo sapete che se moriamo c'è il Signore che ci aspetta a braccia aperte. Andate avanti con gli altri. Non pensate a me!. Dio è con noi. Mentre cercava di raggiungere un altro ferito grave, un colpo di mortaio lo colpì in pieno uccidendolo sul colpo.  Fu insignito della medaglia d'oro al valor militare alla memoria.